# يسبر لارسن
يسبر لارسن (بالدنماركية: Jesper Larsen)‏ هو لاعب كرة الريشة دنماركي، ولد في 29 أكتوبر 1972 في Faaborg ‏ في الدنمارك.

## وصلات خارجية
- يسبر لارسن على موقع BWF.tournamentsoftware.com (الإنجليزية)
- يسبر لارسن على موقع BWFbadminton.com (الإنجليزية)
- يسبر لارسن على موقع اللجنة الأولمبية الدولية (الإنجليزية)
- يسبر لارسن على موقع أوليمبيديا (الإنجليزية)